# Niels K. Jerne
Niels Kaj Jerne (ur. 23 grudnia 1911 w Londynie, zm. 7 października 1994 w Castillon-du-Gard)  – brytyjski immunolog pochodzenia duńskiego, laureat Nagrody Nobla w dziedzinie medycyny w 1984.

## Życiorys
Jego rodzice Hans Jessen Jerne i Else Marie Lindberg, a także ich przodkowie, mieszkali na duńskiej wyspie Fanø, skąd w 1910 roku wyjechali do Londynu (tam urodził się Niels Jerne), a następnie (podczas I wojny światowej) do Holandii.
W 1928 roku uzyskał bakalaureat w Rotterdamie, a następnie przez dwa lata studiował fizykę na Uniwersytecie w Lejdzie. Przerwał je i wyjechał do Danii, gdzie podjął studia medyczne na Uniwersytecie Kopenhaskim. Od 1934 roku pracował w Statens Serum Institut. W 1951 roku uzyskał stopień doktora na podstawie pracy dotyczącej awidności przeciwciał.
W 1956 roku objął stanowisko dyrektora Sekcji Standardów Biologicznych i Immunologii Światowej Organizacji Zdrowia, które pełnił do roku 1962. Był profesorem biofizyki na Uniwersytecie Genewskim (w latach 1960–1962), profesorem mikrobiologii na Uniwersytecie Pittsburskim (1962–1966), profesorem terapii eksperymentalnych na Uniwersytecie Johanna Wolfganga Goethego we Frankfurcie nad Menem  i dyrektorem Instytutu im. Paula Ehrlicha tamże (1966–1969), dyrektorem Instytutu Immunologii w Bazylei (1969–1980) oraz doradcą ds. immunologii w Instytucie Pasteura w Paryżu (1981–1982).
Był teoretykiem immunologii, jego prace dotyczyły różnych aspektów sposobu, w jaki układ odpornościowy chroni ciało przed chorobą m.in. wytwarzając szeroką gamę przeciwciał. Jerne zakładał, że od wczesnej fazy życia organizm dysponuje pełnym zestawem przeciwciał, z których jeden może łączyć się z antygenem i go eliminować. Teoria, sformułowana w 1955 roku, została później wykorzystana w pracach Franka Macfarlane'a Burneta. W kolejnej teorii, sformułowanej w 1971 roku, postulował, że grasica służy organizmowi do rozróżniania własnych składników od obcych. W 1974 roku Jerne wprowadził teorię sieci immunologicznych (immune network theory), według której układ odpornościowy jest złożoną samoregulującą siecią, która w miarą potrzeb jest w stanie się włączyć lub wyłączyć. Jerne zakładał, że reakcja immunologiczna pojawia się, gdy antygen zakłóca równowagę układu, a przeciwciała nie tylko przyłączają się do antygenu, ale także mogą zostać przyłączone do innych przeciwciał.
W 1984 został, wraz z Georges’em Köhlerem i Césarem Milsteinem, uhonorowany Nagrodą Nobla w dziedzinie medycyny za teorie dotyczące specyfiki rozwoju i kontroli układu odpornościowego oraz odkrycie zasady wytwarzania przeciwciał monoklonalnych.